# Wir geben ’ne Party
Wir geben ’ne Party war der deutsche Beitrag zum Eurovision Song Contest 1994, der von Mekado in deutscher Sprache – mit einigen englischen Passagen – gesungen wurde.

## Entstehung und Inhalt
Der Titel wurde von Bernd Meinunger geschrieben und von Ralph Siegel komponiert und produziert. Musikalisch bewegt sich der Titel im Bereich des Dance-Pops. Inhaltlich setzt sich der Liedtext mit Planungen für einen Partyabend auseinander. Das Lied wurde auch in englischer Sprache unter dem Titel We’re Givin’ a Party aufgenommen. Zudem wurde eine spanischsprachige Version herausgebracht.

## Veröffentlichung und Rezeption
Die Single erschien im März 1994 als CD-Maxi bei Jupiter Records. Sie beinhaltet die Maxiversion zu We’re Givin’ a Party, die deutschsprachige Version Wir geben ’ne Party sowie das Lied Mr. Radio. In Deutschland erreichte We’re Givin’ a Party mit Rang 100 und einer Chartwoche seine höchste Chartnotierung in den Singlecharts. Die Single wurde zum einzigen Charthit der Band in Deutschland. We’re Givin’ a Party war auch Teil des gleichnamigen Albums, das im April 1995 erschien. In der ZDF-Hitparade präsentierte Mekado die englische Version We’re Givin’ a Party am 12. Mai 1994 außer Konkurrenz.

## Eurovision Song Contest
Wir geben ’ne Party wurde intern als deutscher Beitrag zum Eurovision Song Contest 1994 ausgewählt.
Der Titel wurde beim am 30. April 1994 stattfindenden Wettbewerb an 14. Stelle aufgeführt, nach Willeke Alberti aus den Niederlanden mit Waar is de zon? und vor Tublatanka aus der Slowakei mit Nekonečná pieseň. Beim Auftritt übernahm Rhonda Heath, von Silver Convention bekannt, den Begleitgesang. Dirigent war Norbert Daum. Das Lied erhielt 128 Punkte und erreichte so Platz drei von 25 Teilnehmern, gemeinsam mit dem ebenfalls von Meinunger/Siegel geschriebenen Titel Reise nach Jerusalem – Kudüs’e seyahat von 1999, der dieselbe Platzierung erreichen konnte, der größte deutsche ESC-Erfolg in den 1990er-Jahren.